# Vinca difformis
Vinca difformis – вид рослин родини Барвінкові (Apocynaceae).

## Опис
Це вічнозелений повзучий, до 2-х метрів у довжину напівчагарник. Листки блискучі супротивні, на коротких ніжках, яйцюваті, голі по краях і мають довжину від 2,5 до 7 см. Квітки в п'ять пелюсток, які злегка асиметричні, мають світло-блакитний колір, іноді можуть з'явитися білі. Період цвітіння триває з лютого по травень.

## Поширення
Північна Африка: Алжир; Марокко. Південна Європа: Італія; Франція; Португалія [вкл. Азорські острови]; Гібралтар; Іспанія. Росте в затінених ділянках, хащах і узбіччях і коло струмків.

## Галерея

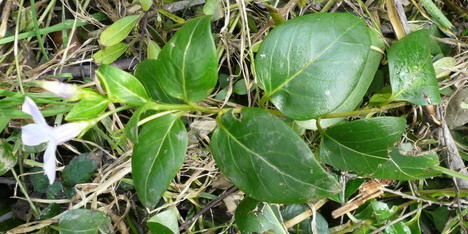
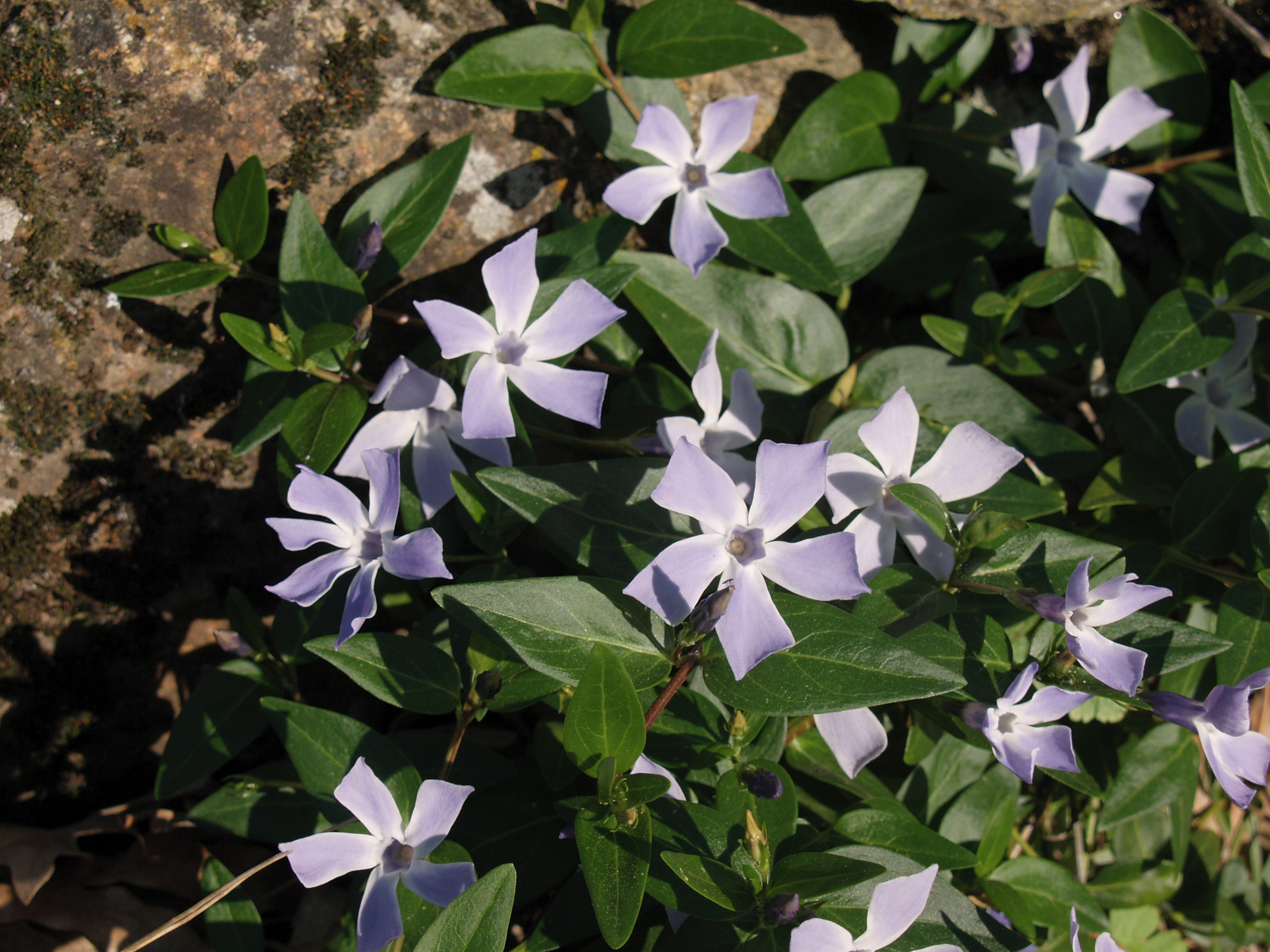
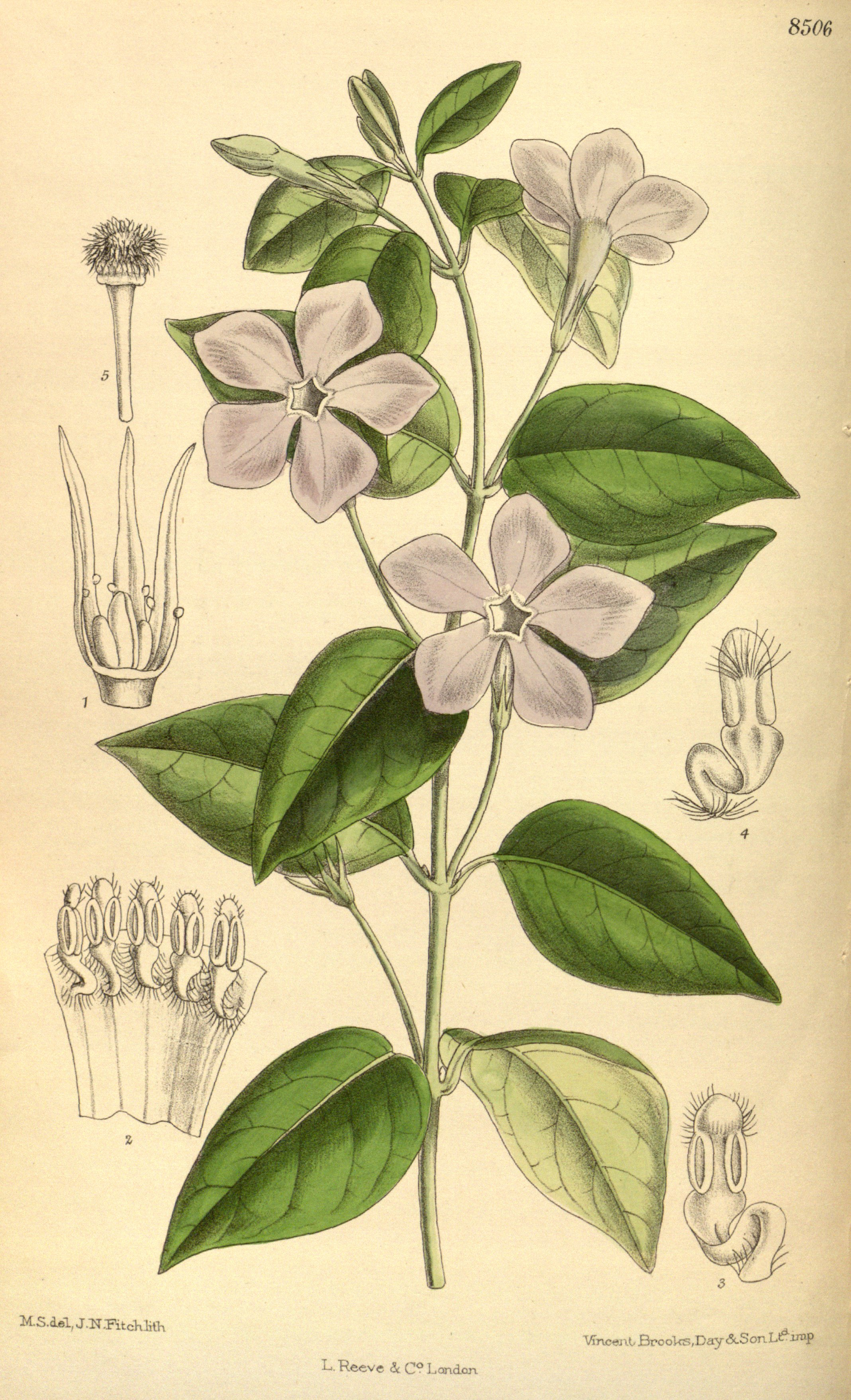